# Amatitlán (Guerrero)
Amatitlán es una localidad del estado mexicano de Guerrero. Es parte del municipio de Eduardo Neri.

## Toponimia
El nombre «Amatitlán» proviene de los términos en náhuatl: amatl, árbol de amate; titlan, entre. Su significado es «lugar entre los árboles de amate».

## Demografía
| Gráfica de evolución demográfica |
|                                  |

| Censo | Población |
| ----- | --------- |
| 1930  | 255       |
| 1940  | 582       |
| 1950  | 593       |
| 1960  | 693       |
| 1970  | 768       |
| 1980  | 614       |
| 1990  | 859       |
| 2000  | 980       |
| 2010  | 363       |
| 2020  | 1 100     |